# Zaandam (schip, 1939)
De MS Zaandam (ook: Zaandam II) was een schip van de Holland-Amerika Lijn. Het werd in 1939 in de vaart genomen en in november 1942 door een Duitse onderzeeër getorpedeerd. Daarbij kwamen 134 van de 299 opvarenden om het leven.
De Zaandam II was in naam de opvolger van de Zaandam uit 1882, die van 1882 tot 1889 voor de NV Nederlandsch Amerikaansche Stoomvaart Maatschappij, de NASM en de voorloper van de HAL, in de vaart was. De Zaandam II werd in 1938 gedoopt en in 1939 in de vaart genomen als tweede van vier zusterschepen. De andere drie waren de Noordam II, die voer van 1938 tot 1963, de Zuiderdam uit 1941, die door oorlogshandelingen onherstelbaar beschadigd raakte, en de Westerdam, 1946 - 1965.
Toen de Tweede Wereldoorlog uitbrak haalden de meeste Duitse, Engelse en Franse rederijen hun schepen uit de vaart, in elk geval op de Noord-Atlantische routes. De Nederlandse rederijen bleven vooralsnog op Noord-Amerika varen, hoewel er sprake was van groeiende risico's. Ook de Zaandam II voer voor de HAL op de lijn van Java naar New York. In maart 1942 werd het schip als troepenschip in beheer gegeven van de War Shipping Administration van de Verenigde Staten.

## Getorpedeerd
Oktober-november 1942 was de Zaandam op de terugreis van Kaapstad naar New York, geladen met  8600 ton chroom en koper en 600 ton gemengde vracht. Er waren 299 personen aan boord: kapitein Jacob Stamperius en 57 Nederlandse bemanningsleden, een arts en 33 bediendes uit Nederlands-Indië, 18 Amerikaanse kanonniers en onderofficieren van de United States Navy Armed Guard van de US Navy, een Deense en een Zweedse matroos. Er waren 169 passagiers aan boord, onder hen een aantal slachtoffers van vier eerder tot zinken gebrachte schepen. 

Op 2 november bevond de Zaandam zich in de zuidelijke Atlantische Oceaan, 400 mijl uit de Braziliaanse kust, ter hoogte van Recife. Kort na 18.15 uur werd de Zaandam aangevallen door de Duitse onderzeeër U174, onder commando van kapitein Ulrich Thilo. Twee torpedo's troffen doel en de Zaandam zonk snel.
Overlevenden
- Eén reddingsboot met 60 opvarenden wist de kust van Brazilië te bereiken.[2]
- Twee andere reddingsboten met in totaal 106 opvarenden werden door een Amerikaans koopvaardijschip opgepikt.

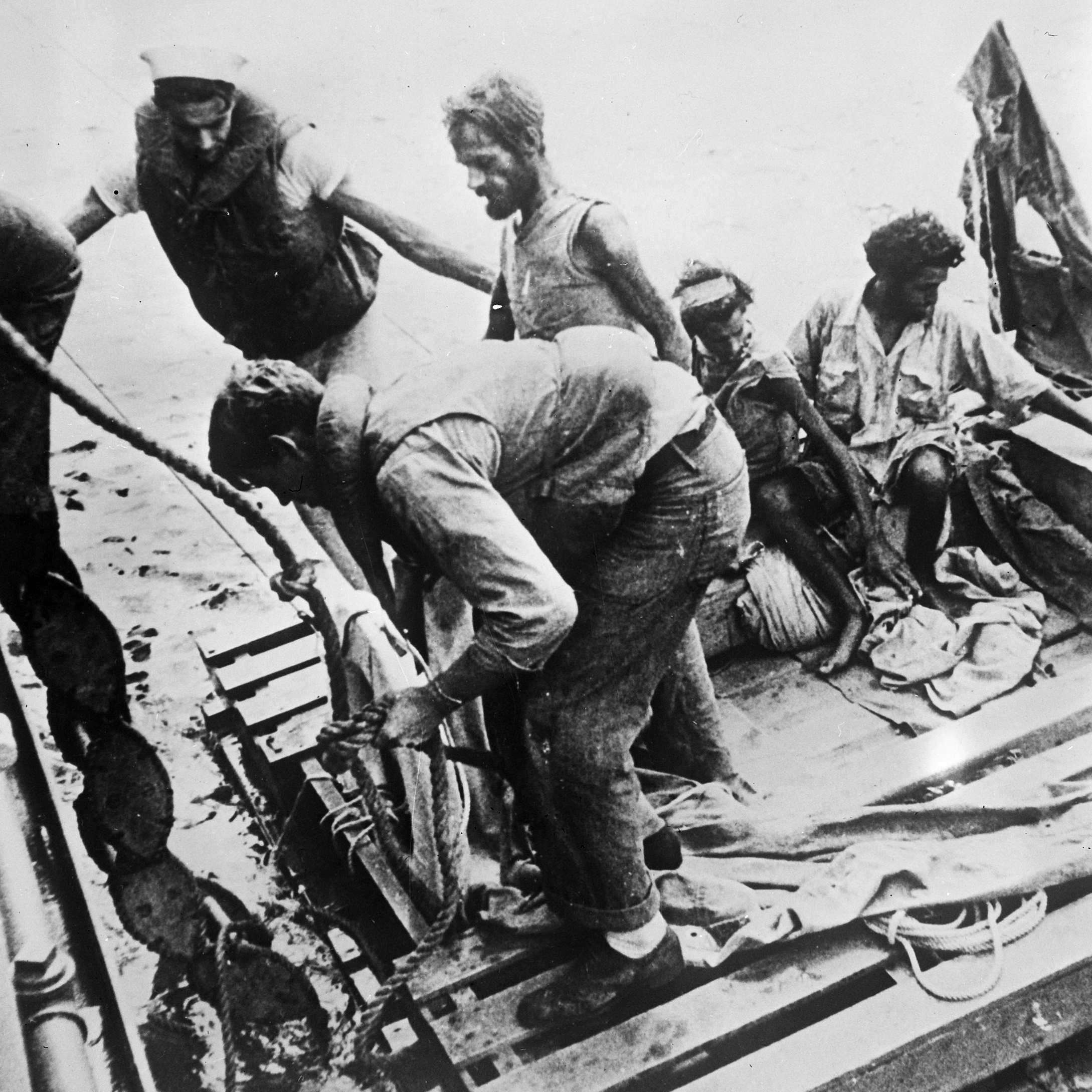
Overlevenden van de Zaandam (1943)

- Drie bemanningsleden en twee passagiers van de Zaandam vonden na twee dagen een vlot van 2.5 bij 2.5 meter. Drie van hen overleefden 83 dagen alvorens te worden gered. 
 De bemanningsleden waren de 30-jarige luitenant James S. Maddox, geboren in Illinois maar professor aan de Purdue-universiteit, de 20-jarige Amerikaanse kanonnier Basil Dominic Izzi en de 40-jarige Zaandamse olieman Cornelis van der Slot, die later het Kruis van Verdienste kreeg. Op het vlot waren ook George Beezley en de 17-jarige Nico Hoogendam. Zij waren als passagiers pas in Kaapstad aan boord van de Zaandam gekomen.[3] 
De vijf mannen probeerden te overleven door een haai en verschillende vogels te vangen en zoveel mogelijk regenwater op te vangen. Na 70 dagen overleed Beezley en na 76 dagen overleed Maddox. Izzi, Hoogendam en Van der Slot werden op 24 januari 1943 bij de Braziliaanse kust gered door een Amerikaanse PC boat 576, die een konvooi escorteerde. Nadat ze aan boord geklommen waren, kregen ze eerst lichtverteerbare perziken te eten. Na elf dagen werden ze aan wal gezet en in een hospitaal opgenomen. Ze waren gemiddeld 25 kilo afgevallen.

Uiteindelijk bleken 134 opvarenden als gevolg van de aanval om het leven te zijn gekomen.